# Oxymegaspis
Oxymegaspis is een geslacht van halfvleugeligen uit de familie schuimcicaden (Cercopidae). De wetenschappelijke naam van dit geslacht is voor het eerst geldig gepubliceerd in 1911 door Schmidt.

## Soorten
Het geslacht Oxymegaspis omvat de volgende soorten:
- Oxymegaspis angulata Lallemand, 1954
- Oxymegaspis izzardi Lallemand, 1954
- Oxymegaspis maculipennis Schmidt, 1911
- Oxymegaspis schultzei (Schmidt, 1931)